# 井上虫歯二本
井上 虫歯二本（いのうえ むしばにほん、1979年1月20日 - ）は吉本興業東京本社（東京吉本）所属していた元ピン芸人。現在は麺ターテイナーの井上虫歯二本として活動。福岡県北九州市小倉出身。 本名は井上 慎史 （いのうえ しんじ）。コンビ時代の旧芸名はブッシィ井上。

## 来歴
東京NSC14期生（2008年4月入学、2009年4月卒業）。NSC在学中に同期とお笑いコンビ、カプチーノ中毒を結成し、個人の芸名をブッシィ井上として、デビュー後の2009年4月から、コンビでお笑いライブやテレビ番組等で活動をする。しかし相方キッシィ高見の家庭の事情での突然の引退により、相方と全く連絡すらも取れなくなってしまったことにより、デビューからわずか半年後の2009年11月解散。翌月の2009年11月からは個人名を本名に戻し、外国人の同期2人、ひよん（韓国人）、ビニー（ガーナ人）と共にお笑いトリオ、三国子を結成するも、相方のビザ切れによる帰国等の理由により、1年後の2010年11月解散。翌月の2010年12月末からは別の同期2人、よしき、小倉拓也と共にお笑いトリオ、クリーーンアップを結成。この時に同時に個人の芸名を本名から井上虫歯二本に改める。なお、このトリオ名はクリーンアップでは誤表記であり、間の「ー」は2つが正しい表記である。2011年から本格的にトリオ、クリーーンアップとして2年間以上活動するも、その後クリーーンアップも2013年3月末に解散。正確には井上虫歯二本のみが脱退であり、井上以外の2人でお笑いコンビ、はまち旅館を結成した。なお、この脱退に関しての詳細や理由等は井上虫歯二本本人からは一切語られておらず不明である。 それ以後からはピン芸人の井上虫歯二本として、お笑いライブやインターネット、テレビ番組等で活動中である。
また、2014年6月より、芸人活動の他に阿佐ヶ谷にて居酒屋「阿佐谷うまいもの市場　浩太郎丸」の経営、店長をやっている。2015年9月より2店舗目の祖師谷店、「祖師谷海鮮市場　浩太郎丸」も始めた。
2017年頃に吉本興業を退社し、芸人活動を引退。その後は自身の職業を「麺ターティナー」と名乗り、飲食店業界での活動に転向。表舞台の活動からの引退ではないため、「井上虫歯二本」の芸名はそのままであり、芸人引退後もテレビ出演をしたり、様々なネットニュース記事に取り上げられている。
2019年からはタイ王国のバンコクにて日本食店、ラーメン店をオープンし、ラーメン店はタイで人気ナンバーワンのラーメン店となっている。タイの人気テレビ番組にも出演。

## 芸風
- コンビのカプチーノ中毒時代は、自らを東京NSC14期のお尻芸人と称し[2]、テレビ番組でも披露した、赤と白のふんどし姿で互いのお尻を叩き合う「おしり応援」芸で人気を得た。その後もこの芸は、トリオのクリーーンアップ時代にもトリオバージョンで復活し披露していた。
- ピン芸人であった2017年までは、フリップ芸[1][7]等様々なピンネタを行っていた。

## 人物・エピソード
- NSC卒業後わずか2か月半でテレビ出演（あらびき団、あらびき団地入り）を果たし、同期（東京NSC14期生）の中では誰よりも早くレギュラー番組を持つことになった。
- NSC生当時は三十路にしてNSC生であり、当時、主に10代後半から20代ばかりだった同期たちの中で比べると年長のほうであった。
- 最初のコンビ、カプチーノ中毒のコンビ名の由来は、その当時の相方のキッシィ高見がいつもカプチーノばかりを飲んでいたカプチーノ好きだったからという理由による[22]。1度目のトリオ、三国子のトリオ名の由来は、相方は2人とも外国人で3人とも国籍が違ったことによる。2度目のトリオ、クリーーンアップの由来は、野球でいう三番四番五番のクリーンアップから間の「ー」を1つ増やしたもので先輩芸人のロシアンモンキーの川口に名付けてもらった[13]。
- 「井上虫歯二本」という個人の芸名は、先輩芸人のパンサーの尾形に名付けてもらった。なお、決して本人に虫歯が二本あったからというわけではなく、実際には本人には虫歯は一本も存在しない[18][19]。
- 井上虫歯二本という芸名の字画は占い師によると、伝説の最高に良い字画だとされている[23]。
- パンサーの尾形軍団の一員である[24]。尾形軍団のライブでは置きチケ芸人となっていた[25]。パンサーの尾形とはプライベートでも一緒にいることが多く、2016年に尾形と尾形の彼女（現・尾形の妻）と3人でセブ島へ旅行に行ったことをパンサーのトークネタにもされていた[26][27]。
- デビュー間もない頃は少し長髪で口髭も顎髭も生やしている2017年現在の容姿とは全く違う容姿で活動していた[28][29][30][31][32][33][34]。
- 2009年4月から2010年4月までの1年間、毎週金曜日に、NSCのヒップホップダンス授業の講師のサポートをする補助スタッフとして、当時NSC生だった東京NSC15期生全員に、ヒップホップダンスを教える仕事をしていた[32][33][35][36][37]。ヒップホップダンスは得意である。
- 旧公式ブログ（ラフブロ）の旧タイトルは、カプチーノ中毒時代が「 よしもと芸人 カプチーノ中毒 井上の「ブログ中毒。」 」、三国子時代が「 よしもと芸人 三国子 井上のブログ『３５９４』 」、クリーーンアップ時代が「 よしもと芸人 クリーーンアップ 井上虫歯二本 『ブログの時間』 」であった。
- 芸人仲間やファンからは、略して「井上」、「井上さん」等の名字のほうで呼ばれることのほうが圧倒的に多いのだが、本人自身は名字のほうで呼ばれるよりも略して「虫歯」と呼んでもらいたいらしい[38][39]。
- 本名の「慎史」という名前の名付け親は自身の祖父である[40]。
- 生年月日については、公式ブログ等で何度も年齢がわかる記述がされていて[41][42][43][44]、それらによると2014年1月の誕生日時点で35歳であるはずなのだが、2014年4月のブログにて、自分の名前がつけられたのは36年前だという、今までとは年齢が1歳上に異なってしまう発言もある[40]。
- 血液型については当初、旧公式ブログのラフブロプロフィールではB型かO型となっており[2]、どちらなのか不明であったが、2017年現在の公式ブログのYahoo!ブログのプロフィールではB型のみとなっている[3]。
- 同期（東京NSC14期生）たちの中で、デビューからコンビもトリオもピンも全て経験した者はめったにいなく珍しいが、その全てを経験した内の1人である。
- コンビ「カプチーノ中毒」とトリオ「三国子」の解散報告や解散理由についてはブログやTwitter、他等様々なところで語っているが、何故かトリオ「クリーーンアップ」からの脱退報告や脱退理由は自らは語ったことがない。ブログやTwitterでも触れておらず、2016年8月のサンスポのインタビュー記事でも、芸歴については「カプチーノ中毒」と「三国子」についてだけしか語っておらず、「クリーーンアップ」については一切触れていなかった[7]。
- 「サンチェス」という言葉が口癖か決めゼリフであり、公式ブログ等にとても多く登場している言葉である。ファン等からたびたび公式ブログやTwitterで、その言葉の意味を聞かれているが、その言葉の意味や使い方についての説明、明確な答えは2017年現在未だ語られていないが、とくにたいした意味はないらしい[45][46]。しかしブログ等の文章の書き方によると、おはようやこんにちはやこんばんは、さようなら、はじめまして等の挨拶や、ありがとう等の感謝の意味に多く使われているようである[47]。ただし、その挨拶や様々な言葉の語尾につけたり等、それとは全く別の使い方をされている場合も多々あり[36][48]、言葉の意味、使い方の真相は2017年現在未だ謎である。本人によると3月10日が「サンチェスの日」であるらしい[49]。意味は未だに語ってはいないが、一時「サンチェス」は自身のファンらの間だけで少しだけ流行っていた。
- しかしfacebookに書かれている自身の「好きな言葉」は「サンチェス」ではなく「フリップネタする！」である[1]。
- Twitterでよく自分自身の名前を検索しているようであり、自身のファンや知り合い以外の人が「井上虫歯二本」という言葉を含めた内容のツイートをしていると、たまに自らわざわざ「僕です」「サンチェス」等のリプライを行うことがあり[50][51][52][53][54]、さらに、自分とは全く無関係な話題であっても、「虫歯二本」、「虫歯くん」といった言葉が含まれたツイートをリツイートすることがある[注 1] 。
- 現在は東京都練馬区に住んでおり[1] 、引っ越しをする際などは、自分の住む家の外観等は一切隠さずに写真をつけてTwitterにツイートする[55]。
- 趣味と特技はヒッチハイクであり[7][56]、プライベートでヒッチハイクをしており、その様子をTwitterや動画にあげている[57][58][59][60]。なお、本人によるヒッチハイクネタは、自身が経営と店長を務める居酒屋「阿佐谷うまいもの市場　浩太郎丸」、「祖師谷海鮮市場　浩太郎丸」で本人がいる場合のみ直接聞くことが出来る[56]。
- 基本はふんどし姿でいる[61]。
- NSC生時の2008年のM-1グランプリには、「ウンプテンプ」という仮コンビで出場した[62]。
- 2009年11月、当時世間を賑わせていたある指名手配犯が逮捕された際に、自身のブログに写真つきで当容疑者を見てきた野次馬的記事を書いてしまったことがあり、ブログが数日間炎上してしまい荒れてしまったことがあった。すぐに当記事は削除されたが、他の記事のコメント欄に書かれた当時の批判コメントは2014年4月まではずっと残ってはいたが、ラフブロのサービス終了と共にラフブロ時のコメントは全て消えて見られなくなったため現在は残っていない。
- 最終学歴は大阪学院大学卒業（2001年）であるが、高校は、福岡県立小倉南高等学校を卒業（1997年）している[1]。
- 下関の占い師に「35歳までに海外旅行へ行かないと人生良くならない」と言われ、35歳になるわずか2か月前の34歳10か月にしてタイへ人生初の海外旅行へ行った[63][64][65][66]。
- 全然太ってはいない普通体型ではあるが[注 2] 、頻繁にダイエットを何度もしているようで、そのダイエット方法や経過や体重等をたびたびブログやTwitterに書くことが多い。
- しかしTwitterでの発言によると、好みの女性のタイプはぽっちゃり体型の太めの女性である[67]。
- 自身のプライベートの動画をYouTubeにUPすることがある。
- 2010年に、自身の写真が神保町花月で200円で販売されていた[34]。
- 自慢できることは、自他共に認めるほどとにかく運がいいことである[47][61]。
- 居酒屋店長を始める以前にアルバイトをしていたバイト先の居酒屋がアルバイト求人情報誌「an」に掲載されていたが、何も聞いていない知らない間に自身の昔の写真を載せられ使われていた[68]。
- 2012年、2013年と、同じよしもとクリエイティブ・エージェンシー所属であるみんなの党の松沢しげふみを真似たキャラクター、「小松沢しげふみ」として、松沢しげふみの選挙活動等を手伝って応援していた[69][70][71][72][73][74][75][76][77]。小松沢しげふみ時の姿は、日焼けした肌のような濃い色のドーランを顔のみに塗り、三角形の太い眉毛を描き、額や口元等に複数のオーバーなほどの黒いシワを描き、ラガーシャツを着ている。このことは2013年夏に様々なネットニュースに取り上げられ[78][79]、Yahoo!ニュースにもなった。
- 2014年2月頃、各県に1組ずつ吉本芸人が住む吉本の企画、「あなたの街に住みますプロジェクト」の住みます芸人の仕事の話がきて、福岡県出身なのだが、何故か山形県に [注 3] 2014年4月から住むことがほぼ決定した。ほぼ決定だから準備をしておくように会社に言われ、3月いっぱいで住んでいる家の部屋の解約の電話をし、引越し業者にも引越しの予約を済ませ、アルバイト先にも挨拶をしてバイトを辞め、お世話になっていた先輩や、仲の良い友人や、お客等にもお別れの挨拶を済ませた。 そして2月最終日、ダンボールに荷物を入れ部屋を片づけている時に、山形住みます芸人の仕事の話の件がなくなって他の芸人に決まったという電話連絡が来て、思わず窓（ただし一階の窓）から飛び降りそうになって涙を堪えた。「さくらんぼを裂くランボー」という山形のさくらんぼ一発ギャグも、もう既に考えていたという[80]。2014年4月からも今までと変わらずに東京にいることとなり、その後一度辞めてしまったそのバイトはTwitterによると2014年5月頃まで続けた[81]。
- 2014年5月18日放送の日本テレビの「サンバリュ」に出ていたこと[82][83]を本人は一切知らず、放送後にTwitterでファンにより教えられ驚いていた[84][85]。
- 自身のLINEスタンプを作成している[86][87]。
- インターネット関係が不得意らしく[61]、よしもと芸人の公式ブログがラフブロからYahoo!ブログに移行されてからはブログへの画像（写真）のUP方法が全然わからなくなってしまい[88]、Yahoo!ブログになった2014年3月からは文字のみのブログとなってしまい、Yahoo!ブログになってからは一度もブログに画像がUPされなかった。画像をのせることができないためか、それまでは毎月何度も頻繁に更新されていたブログが2014年8月からは更新されておらず休止状態になり、その後はTwitter更新のみが中心となったが、Yahoo!ブログがサービス終了となった現在はアメブロを更新している。
- 自身が経営と店長を務める居酒屋「浩太郎丸」は、テレビ東京「昼めし旅 〜あなたのご飯見せてください!〜」[89][90][91]や、テレビ朝日「お願い!ランキング」[92][93]、フジテレビ「FNNスーパーニュース」、日本テレビ「行列のできる法律相談所」等、その他NHK等様々なテレビ番組で放送され紹介されている[1][94]。
- 居酒屋店長としてテレビ出演する際には、「井上虫歯二本」名義は使わずに「井上慎史」の本名名義でテレビ出演していた[95]。
- 2016年8月のサンスポのインタビューでは、芸人の仕事よりも居酒屋「浩太郎丸」の店長業のほうが忙しくなってしまったことを語っていた[7]。
- 麺ターテイナーに転向となった現在の目標は「ミシュラン一つ星」の“M-1”獲得だとインタビューで語っている[18][19][20]。

## 出演

### テレビ番組
- あらびき団（TBS）　-　コンビ「カプチーノ中毒」ブッシィ井上 名義[96]
- はねるのトびら（フジテレビ、2009年7月29日）　-　コンビ「カプチーノ中毒」名義　ゲスト出演
- イチオシ！LOST×芸能界どっちも謎だらけSP（TBS、2010年11月5日）「井上慎史」名義[97][98]
- バカソウル（テレビ東京）　-　トリオ「クリーーンアップ」名義[99]
- それゆけ!ゲームパンサー!（日本テレビ）[100][101][102][103]
- 333 トリオさん（テレビ朝日、2013年、2014年[24][104][105]）
- お願い!ランキング（テレビ朝日、2015年12月17日[106][107]、2016年2月11日[93]、2016年2月26日、2016年7月1日[108]）
- 好きか嫌いか言う時間（TBS、2017年1月30日）[95]

他

### インターネット番組
- よしログ
- ニコニコ生放送（ニコニコ動画）[109]
- よしよし動画24時間生配信「深夜若手寄席」

他

### ラジオ番組
- おがちんのロッカールーム[110]

他

### ライブ・舞台
- AGE AGE LIVE（ヨシモト∞ホール）
- 渋谷ばちーんんんLive
- Get King Live
- 彩～irodori～
- JET GIG
- 神保町花月 舞台劇 「智恵光院雀鬼」 -　記者 役
- 神保町花月 舞台劇 「水面花」
- 雅天芸渦
- オクセンマン
- ガチネタ!　～超若手だらけのNO.1ネタ投票バトル
- ルミネtheよしもと
- オオカミ少年トークライブ　おしゃべりレストラン
- オオカミ少年 トークライブin群馬
- お笑いおひねりLive　 なんぼやねん!!!　（MC 等）
- ギョーカイ君
- スペック
- ダイノジ大谷プロデュース お笑いジャイアン「The star in Shimokita」
- お笑いジャイアン「岩瀬ガッツトークライブ～2013年プロ野球トーク日本シリーズ～」 （野球トークライブ）
- 世界キワモノ演芸presents Cabaret show　「Hey、Gorgeous!」
- 初恋タローと遊んじゃらんかね　（地元である、福岡県北九州市小倉での凱旋ライブ）
- エンタのあげつち 2014　（長野県のお笑いライブ）
- よしもと芸人によるシャープ大型液晶テレビ紹介イベント（秋葉原ヨドバシカメラ）[111]
- Radioパンサー
- パンサー尾形プレゼンツ『 尾形軍団 〜絶対負けられない戦い〜 』
- 尾形軍団 ～ゼロからのキックオフ!～
- 尾形軍団 ～炎のサイドバック～
- 尾形軍談 ～おはぎ～[112][113]
- 尾形軍団 ～井原～ [114]

他多数

### 雑誌
ベースボールゲームマガジン で毎号連載執筆中